# 우메코지교토니시역
우메코지교토니시역(일본어: 梅小路京都西, うめこうじきょうとにし)은 일본 교토부 교토시 시모교구에 있는 서일본 여객철도 산인 본선의 철도역이다. 역 번호는 JR-E02이다.
2019년 3월 16일에 개업하였다.

## 개요 및 역 구조
2면 2선의 상대식 승강장이 있고, 교행이 가능한 고가역이다. 개찰구는 지상에 1개소가 있으며, 플랫폼은 2층에 있다. 지상과 플랫폼 사이는 엘리베이터와 계단으로 연결되어 있다.
J스루 카드, ICOCA 및 그 상호 이용 대상 IC 카드를 사용할 수 있다. JR의 특정 도·구·시내 운임 제도에 따른 교토 시내의 역이다.

### 승강장
↑ 교토 방면
１ | | ２
소노베 방면↓
| 1 | ■ 사가노선 (상행) | 교토 행                                 |
| 2 | ■ 사가노선 (하행) | 사가아라시야마 · 가메오카 · 소노베 방면 |

## 역세권 정보
교토철도박물관, 우메코지공원, 교토수족관이 역사 바로 옆에 위치하고 있다.

## 역사
- 2016년 9월 19일 - 교토-탄바구치 간 신 역사 기공식 및 역사 착공
- 2018년 7월 20일 - 신 역사의 이름을 '우메코지교토니시'역으로 결정.
- 2019년 3월 16일 - 역사 개업

## 인접역
| 서일본 여객철도 산인 본선 | 서일본 여객철도 산인 본선 | 서일본 여객철도 산인 본선 |
| ------------------------- | ------------------------- | ------------------------- |
| 교토 방면                 | ■ 사가노 선 보통          | 탄바구치 소노베 방면      |

## 같이 보기
- 사가노선